# Mario Mazza (attore)
Mario Mazza, pseudonimo di Mario Ciotola (Napoli, 12 dicembre 1895 – Città della Pieve, 20 settembre 1973), è stato un attore italiano.

## Filmografia
- Nerone, regia di Alessandro Blasetti (1930)
- Resurrectio, regia di Alessandro Blasetti (1931)
- Il feroce Saladino, regia di Mario Bonnard (1937)
- Gatta ci cova, regia di Gennaro Righelli (1937)
- Ettore Fieramosca, regia di Alessandro Blasetti (1938)
- Terra di fuoco, regia di Giorgio Ferroni e Marcel L'Herbier (1939)
- Terra di nessuno, regia di Mario Baffico (1939)
- Cose dell'altro mondo, regia di Nunzio Malasomma (1939)
- Fanfulla da Lodi, regia di Giulio Antamoro e Carlo Duse (1940)
- Fortuna, regia di Max Neufeld (1940)
- Don Pasquale, regia di Camillo Mastrocinque (1940)
- La fanciulla di Portici, regia di Mario Bonnard (1940)
- Caravaggio, il pittore maledetto, regia di Goffredo Alessandrini (1941)
- Benvenuto reverendo!, regia di Aldo Fabrizi (1950)
- Vogliamoci bene!, regia di Paolo William Tamburella (1950)
- Cani e gatti, regia di Leonardo De Mitri (1952)
- Gli uomini non guardano il cielo, regia di Umberto Scarpelli (1952)
- Altri tempi - Zibaldone n. 1, regia di Alessandro Blasetti (1952)
- L'angelo del peccato, regia di Leonardo De Mitri e Vittorio Carpignano (1952)
- Anni facili, regia di Luigi Zampa (1953)
- Il cardinale Lambertini, regia di Giorgio Pàstina (1954)
- Una donna libera, regia di Vittorio Cottafavi (1954)
- Non scherzare con le donne, regia di Giuseppe Bennati (1955)
- Mio figlio Nerone, regia di Steno (1956)
- Esterina, regia di Carlo Lizzani (1959)
- La grande guerra, regia di Mario Monicelli (1959)
- Gli scontenti, regia di Giuseppe Lipartiti (1961)